# Dot Lake (Alaska)
Dot Lake (Tanacross: Kelt’aaddh Menn’) ist ein Ort und ein census-designated place (CDP) in der Southeast Fairbanks Census Area in Alaska in den Vereinigten Staaten. Das U.S. Census Bureau hatte bei der Volkszählung 2020 eine Einwohnerzahl von 21 ermittelt.

## Geographie
Dot Lake befindet sich im oberen Tanana Valley am linken Flussufer des Tanana River 64 km westnordwestlich von Tok sowie 90 km ostsüdöstlich von Delta Junction. Der Alaska Highway (Alaska Route 2) führt an Dot Lake vorbei. Dort befindet sich der 6,6 ha großen See Dot Lake. Direkt an Dot Lake grenzt das Dot Lake Village CDP. Das CDP-Gebiet wird im Süden vom Robertson River begrenzt, im Osten und im Norden vom Tanana River sowie im Westen vom Berry Creek. Im Südwesten reicht das CDP-Gebiet bis zu einem Gebirgskamm der Alaskakette. Im Westen grenzt das Dot Lake CDP an das Dry Creek CDP. Das Tanacross CDP befindet sich 15 km südöstlich vom Dot Lake CDP.

## Geschichte
Dot Lake geht auf eine Handels- und Indianersiedlung zurück, die um das Jahr 1954 an der Fernstraße an einem Behelfsflugfeld gegründet wurde. Dot Lake erschien erstmals beim Zensus 1960 als ein „unincorporated village“ mit 56 Einwohnern. Im Jahr 1980 wurde Dot Lake zu einem census-designated place. Im Jahr 2000 wurde Dot Lake Village, ein überwiegend von Indianern bewohntes Dorf, als eigenes CDP herausgelöst.

## Demografie
Zum Zeitpunkt der Volkszählung im Jahre 2020 (U.S. Census 2020) hatte Dot Lake 21 Einwohner auf einer Landfläche von 764,01 km². Von den Einwohnern waren 16 Weiße, 4 amerikanisch-indianischer Abstammung sowie ein Asiate. Beim Zensus 2000 wurde eine Einwohnerzahl von 19 ermittelt, beim Zensus 2010 war die Zahl 13.